# Ippen Shonin
Ippen Shōnin (一遍上人), znan tudi kot Zuien, japonski budistični potujoči duhovnik (hijiri), * 1234, Hogon-dži, Šikoku, Japonska, † 1289, Tokorozawa, provinca Saitama, Japonska. Znanje kot ustanovitelj Ji-shū ločine budizma Čiste dežele. Deloval je v obdobju šogunata Kamakura. 

## Življenje
Ippen naj bi bil rojen v samostanu Hōgon-ji na otoku Šikoku. Prvotno je bil poimenovan Chishin (智真). Najprej je hodil v šolo v Kjotu, kjer se je učil o tendai budizmu, potem v šolo v Dazaifu v Fukoki na otoku Kjušu. Ko mu je umrl oče, se je 25-letni Ippen odpovedal svojim cerkvenim študijam in prevzel družinske odgovornosti. Kasneje se je tudi poročil in postal glava družine.
Budizem ga je začel zanimati pri desetih letih, ko mu je umrla mati. Tudi ostali japonski privrženci budizma so se velikokrat začeli z budizmom ukvarjati zaradi izgube družinskega člana, kot na primer Honen, Dogen Sendži in Šinran.
Ippen je umrl v templju Shinko-ji leta 1289.
Ippen je znan tudi po dveh vzdevkih, ki ju je pridobil zaradi svojih potovanj in zaradi tega, ker se je odpovedal svoji družini in imetju – Potujoči Svetnik (遊行上人 Yugyō Shōnin) in Sveti Mož Odpovedi (捨聖 Sutehijiri).

### Potovanje po Japonski
Leta 1247 se je njegovo potovanje začelo. Na pot se je odpravil s štirimi sopotniki. Skupaj so potovali do svetišča Kumano. Tam je Ippen odkril, da je razsvetljenje mogoče doseči s pomočjo Amide (Bude) in da bi moral svoje življenje posvetiti pridiganju pomembnosti Budinega imena. Ta običaj se imenuje nianfo nembutsu. V splošnem to pomeni ponavljanje imena Amida in sočasno izvajanje posebnega plesa nembutsu. Ta ples naj bi ljudem prinesel odrešenje v posmrtnem življenju. Med plesom udarijo bobni 72-krat, kar se ponavlja skozi celoten obred, ki pa ni formalen. Nembutsu vključuje proste ritmične gibe, ki se končajo z molitvijo ali komično igro. Ko se izvajalci plesa utrudijo, imajo skupen obrok in počitek, potem pa nadaljujejo z obredom. Celotno potovanje je trajalo 16 let. Ippenu so se pridružili tudi navadni ljudje, ki so se prav tako kot on odpovedali svoji družini in imetju. Vsega skupaj naj bi se jim na poti priključilo okrog 250.000 ljudi. Ostale navade, povezane z Jishū, vključujejo še ure petja psalmov, deljenje papirjev z napisom nembutsu in uradniško vodenje seznama ljudi, ki so se jim pridružili. Ljudi so zapisovali v knjigo Kanjincho in jim razdeljevali kartice s šestimi znaki 'nembutsuja'. Na ta način je Ippen nadaljeval tradicijo budistične molitve nembutsu. Učenje je potekalo s pomočjo Ippenove poezije, ki razkriva njegove notranje vrednote.

## Nauk
Na Ippenov nauk je sprva vplival Shōku, Honenov učenec in ustanovitelj Seizan veje Jōdo-shū amida budizma. On je menil, da »različne budistične navade ne vsebujejo več kot deleža zaslužka ene same nembutsu vaje in služijo samo za to, da vodijo ljudi k recitiranju nembutsuja.«. Po drugi strani pa je na Ippena vplivala tudi nedualnost zen budizma in je celo prejel diplomo mojster Zena s strani Rōshija Kakushina. 

### Šola Jishū
Šola Jishū je šola budizma Čiste dežele, ki se je razvila v obdobju Kamakura na Japonskem pod vodstvom Ippena. Ippen je želel, da bi se njegova načela uporabljala v času njegovega življenja, zato je šolo poimenoval Ji, kar pomeni obdobje oziroma čas. Sprva je bil duhovnik Tendai budizma, ki je bil prirejen predvsem za potrebe japonskega dvora, vendar mu v tej veji budizma ni uspelo doseči notranjega razsvetljenja, zato mu je Shotatsu pomagal pri njegovih problemih. Ippen je dojemal Amido kot popolno odrešenje in ko se ji človek preda s celim srcem, ga ob smrti sprejme v Čisto deželo. Izvedel je, da šest misterioznih znakov (na-mu-a-mi-da-butsu) predstavlja popolno dharmo. Vse, razen trpljenja, je realizacija realnosti, človek, ki se tega zaveda, je izpopolnjen. Ippen je trdil, da mora človek samega sebe zatirati, če se želi popolnoma predati Amidi. Ko nekdo zakliče Amidino ime, ne obstaja ne on, ne Amida, ampak le prošnja.  Jishū šola je bila nazadnje asimilirana v širši tok japonskega budizma Čiste dežele Jōdo Shinshūa v zgodnjem 16. stoletju.

### Zapuščina
Pred smrtjo je Ippen sežgal vse svoje zapise, rekoč :“Vsi so postal namubudistični (predani Amidu, Budi)". Njegovi somišljeniki so ohranili nekaj zapisov. Po Ippenovi smrti je večino njegovih privržencev storilo samomor, v upanju ponovnega rojstva v Čisto deželo. Ti dogodki so tudi resno omejili širjenje Jishū-ja  med širšim prebivalstvom.
Leta 1292, tri leta po Ippenovi smrti, je njegov učenec Sen'a obnovil njegovo rojstno mesto Hōgon-ji. Mesto je postalo tempelj ločine Ji.

### Umetnost
Ippen je bil zelo predan slikam alegorije Shandaove  (613-681) "bele poti", zato je v življenju ustvaril veliko portretov, kiparskih slik in emakimonov.  
- Hijiri-e (一遍 聖 絵) je uredil Ippenov učenec Shōkai (聖 戒), po podatkih iz leta 1299 pa naj bi ga naslikal umetnik En'i (円 伊) (Kankikō-ji, Kjoto, in Tokijski narodni muzej). Dvanajst rokopisov na svili prikazuje Ippenovo potovanje po Japonski in so znani po naturalističnem prikazu "znanih krajev", katerih prve upodobitve segajo v obdobje Heian (794-1185). Ljudje na zvitkih so upodobljeni majhno, medtem ko templji, grobnice in pokrajina veliko. Ti zvitki so omogočili duhovno potovanje tistim, ki se ga fizično niso mogli udeležiti. Razporeditev prostora je vpliv kitajske krajinskega slikarstva iz dinastij Song in Yuan. Sedmi zvitek je najbolj pomemben, ker prikazuje čaščenje Budinega imena in deljenje tablic.

- Ippen Shōnin Engi-e (一遍 上人 縁 起 絵) (biografski priročnik) je uredil Ippenov drugi učenec Sōshun (宗 俊) in je bil naslikan med letoma 1304 in 1307. Izvirni zvitki ne obstajajo več, kopirani pa so bili v mnogih različicah, vključno s tistimi v Shinkō-ji (真 光寺), Hyōgo prefekturi. Tem različicam je dodana biografija najpomembnejšega Ippenovega učenca, Taa (他 阿, 1237–1319). V različici Shinkō-ja prvi štirje svitki prikazujejo Ippenovo življenje, zadnjih šest pa življenje Taa in širjenje šole Ji. Kinren-ji (金蓮 寺) v Kjotu je kopija izgubljenega dela iz obdobja Muromači iz leta 1307.